# Ristijärvi och Lahnajärvi
Ristijärvi och Lahnajärvi är en sjö i Finland. Den ligger i kommunen Heinola i landskapet Päijänne-Tavastland, i den södra delen av landet, 140 km norr om huvudstaden Helsingfors. Ristijärvi och Lahnajärvi ligger 81,4 meter över havet. I omgivningarna runt Ristijärvi och Lahnajärvi växer i huvudsak blandskog. Arean är 2,72 kvadratkilometer och strandlinjen är 18,71 kilometer lång. Sjön  ingår i Kymmene älvs huvudavrinningsområde. 